# Sanad Bushara Abdel-Nadief
Sanad Bushara Abdel-Nadief   (Kassala, 1947) és un exfutbolista sudanès de la dècada de 1970.
Fou internacional amb la selecció de futbol del Sudan amb la qual participà en els Jocs Olímpics d'estiu de 1972.
Pel que fa a clubs, destacà a Al-Merrikh.